# Lánglovagok
A Lánglovagok (eredeti cím: Backdraft) 1991-ben bemutatott amerikai bűnügyi filmthriller, melyet Gregory Widen forgatókönyvéből Ron Howard rendezett. A film zenéjét Hans Zimmer szerezte. A főbb szerepekben Kurt Russell, William Baldwin, Jennifer Jason Leigh, Rebecca De Mornay, Donald Sutherland és Robert De Niro látható. 
A történet chicagói tűzoltókról szól, akiknek megnehezíti az életét egy sorozatgyilkos gyújtogató.

## Szereplők
| Szerep                                      | Színész              | Magyar hang          |
| ------------------------------------------- | -------------------- | -------------------- |
| Stephen 'Bull' McCaffrey / Dennis McCaffrey | Kurt Russell         | Jakab Csaba          |
| Brian McCaffrey                             | William Baldwin      | Stohl András         |
| Donald 'Árnyék' Rimgale                     | Robert De Niro       | Juhász Jácint        |
| Ronald Bartel                               | Donald Sutherland    | Helyey László        |
| Jennifer Vaitkus                            | Jennifer Jason Leigh | Kiss Erika           |
| John 'Axe' Adcox                            | Scott Glenn          | Szabó Sipos Barnabás |
| Helen McCaffrey                             | Rebecca De Mornay    | Orosz Helga          |
| Tim Krizminski                              | Jason Gedrick        | Fekete Zoltán        |
| Marty Swayzak városi főtanácsos             | J. T. Walsh          | Uri István           |
| Ricco, patológus                            | Clint Howard         | Barbinek Péter       |
| Brian, 7 évesen                             | Ryan Todd            | Simonyi Balázs       |
| Stephen, 12 évesen                          | John Duda            | Minárovits Péter     |

## Forgatás
Robert Downey Jr., Brad Pitt és Keanu Reeves is jelentkezett Brian McCaffrey szerepére, amit végül William Baldwin kapott meg. 
A forgatás 1990. július 23-án kezdődött, és 1990. december 8-án fejeződött be Chicagoban. A forgatás megkezdése előtt a főszereplők igazi chicagói tűzoltókkal vonultak ki valódi bevetésekre. Az összes főszereplő elment a Chicagói Tűzoltóakadémiára is, hogy megtanulják, hogyan dolgoznak és viselkednek igazi tűzoltók. Az Industrial Light & Magic számos vizuális effektust készített. 
A film ihlette a Universal Studios Hollywood különleges effektusokkal foglalkozó termét is, amely 1992-ben nyílt meg, és 2010-ben bezárt.

## Filmzene
A film zenéjét Hans Zimmer szerezte, valamint két Bruce Hornsby-dalt is tartalmaz, a "The Show Goes On"-t (amely korábban a Scenes from the Southside című albumán jelent meg) és a "Set Me in Motion"-t, ami a filmhez készült. Zimmer zenéjét körülbelül 30 percre rövidítették a soundtrack albumon való kiadáshoz, amelyen szintén mindkét Hornsby-dal szerepel. A filmzenét a Milan Records adta ki 1991. május 14-én.

## Fogadtatás

### Kritikai visszhang
A Lánglovagokat többnyire pozitívan értékelték, 64 kritika alapján 73%-os értékelést kapott a Rotten Tomatoes-on, 6,2/10-es átlagértékeléssel. A pozitívum többnyire speciális effektekre és az alakításokra irányult, míg a negatív kritikák nagy része a történetre és a realitásra vonatkoztak.
A tűzoltó szakemberek megjegyezték, hogy a legtöbb valódi épülettűz abban különbözik a filmben látottaktól, hogy a füstviszonyok teljesen mások és az épület belsejében alig lehet látni a füsttől. Továbbá a tűzvizsgálati szakemberek tudománytalannak minősítették a filmben bemutatott vizsgálati módszereket, különösen a tűz élő lényként való ábrázolását. Sokan azt is kifogásolták, hogy a filmben a bevetéskor a tűzoltók nem viselik az előírt védőfelszereléseket (Nomex kapucni, rádiók, PASS eszközök).

### Díjak és jelölések
A film három Oscar-jelölést kapott a legjobb hang, a legjobb hangvágás és a legjobb vizuális effektus kategóriában, de minden kategóriában alulmaradt a Terminátor 2. – Az ítélet napja című filmmel szemben.

## Folytatás
2018 márciusában jelentették be, hogy az Universal a spanyol rendezőt, Gonzalo López-Gallego-t bízta meg a folytatás rendezésével, amelyben William Baldwin ismét szerepet kapott. A Backdraft 2 című filmet 2019. május 14-én mutatták be, de moziforgalmazása nem volt. Magyarországon a Backdraft 2 nem került bemutatásra.

## Fordítás
- Ez a szócikk részben vagy egészben  a   Backdraft (film) című angol Wikipédia-szócikk fordításán alapul.  Az eredeti cikk szerkesztőit annak laptörténete sorolja fel. Ez a jelzés csupán a megfogalmazás eredetét és a szerzői jogokat jelzi, nem szolgál a cikkben szereplő információk forrásmegjelöléseként.